# Finley Stadium
Le Finley Stadium, également connu sous le nom de W. Max Finley Stadium, est un stade omnisports (principalement utilisé pour le football américain et le soccer) américain situé à Chattanooga, dans le Tennessee.
Le stade, doté de 20 412 places et inauguré en 1997, sert d'enceinte à domicile pour l'équipe universitaire des Mocs de Chattanooga (pour le soccer masculin et féminin), pour l'équipe de soccer du Chattanooga Football Club, ainsi que pour l'équipe de football américain des Crush du Tennessee.

## Histoire
Le stade porte le nom de W. Max Finley, ancien président de la Rock Tenn Corporation et ancien étudiant de l'University of Tennessee system. Le terrain de jeu porte le nom quant à lui de Gordon Lee Davenport, ancien président et PDG de Krystal Company qui œuvra à la création du stade. Des bustes en bronze de Finley et Davenport figurent à l'entrée du stade.
Le stade était connu pour avoir accueilli le match de soccer de pré-saison du NCAA Division I National Championship Game entre 1997 et 2009, avant que l'événement ne se déplace au Toyota Stadium à Frisco au Texas.

## Événements
- 3 février 2017[3] : Match amical de soccer États-Unis - Jamaïque (1-0)[4]